# Grue (famiglia)

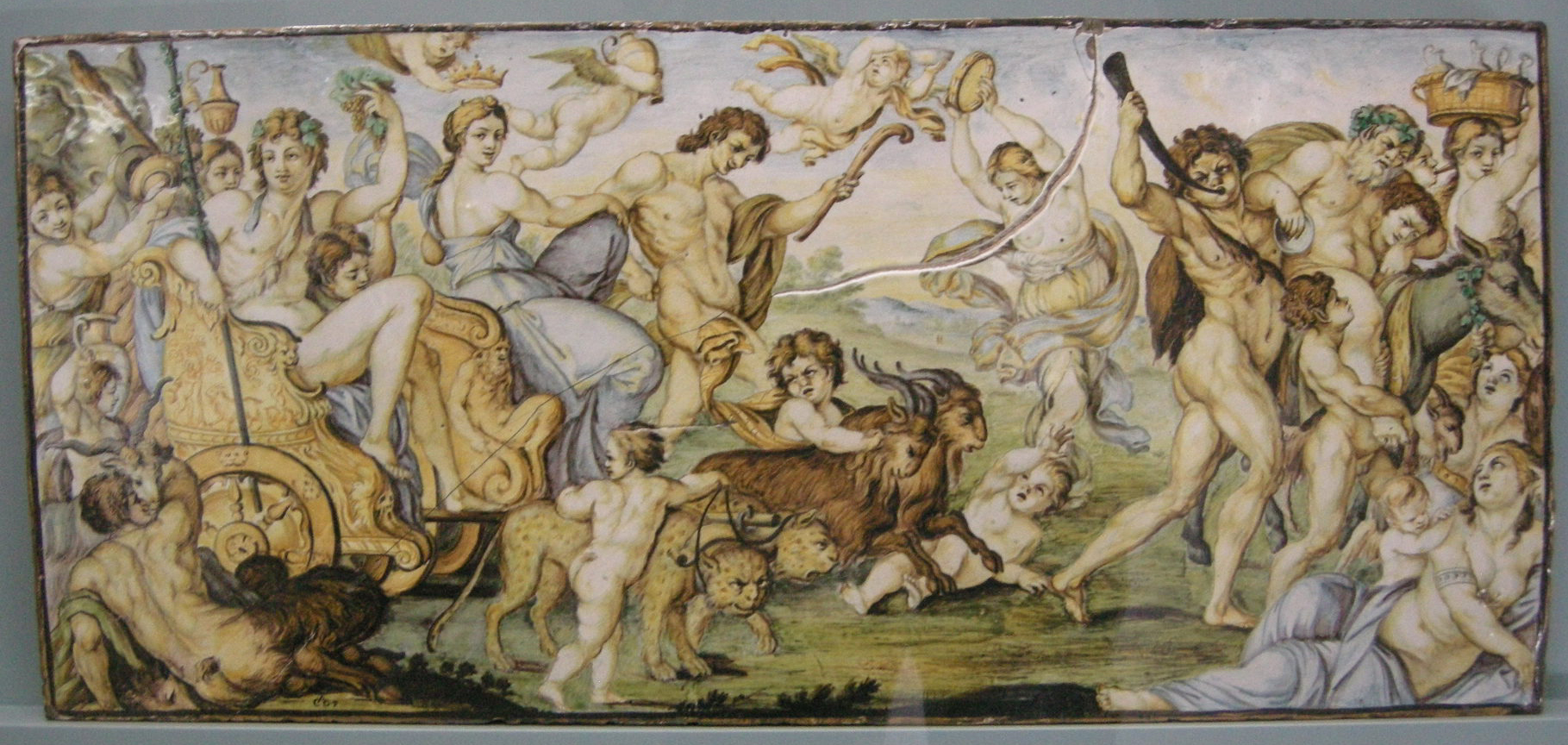
Carlo Antonio Grue, Trionfo di Bacco e Arianna, 1690 ca., Milano, Castello Sforzesco.

I Grue sono una famiglia di ceramisti italiani, originaria di Castelli e attiva nel periodo che va dal XVI al XVIII secolo. Essi furono specializzati nell'arte ceramica e diedero vita e vigore alla Maiolica di Castelli.

## Componenti della famiglia Grue
- Francesco Grue (1618-1673), o Francesco Angelo, figlio di Marco Grue (1582-1623). Benché si fossero già avute alcune generazioni di Grue impegnati come maiolicari, fu Francesco il vero innovatore della pittura castellana. Francesco si impegnò a sviluppare lo stile istoriato al posto dello stile compendiario, precedentemente usato dai suoi antenati. La sua produzione si arricchì nel tempo di nuove figure cromatiche e compositive.
- Carlo Antonio Grue, o Carloantonio (1655-1723), figlio di Francesco, si dedicò allo studio del paesaggio che divenne un tema dominante nella maiolica castellana. Introdusse nuovi colori alle decorazioni. I figli di Carlo Antonio esercitarono (con l'eccezione di Isidoro) l'arte del padre, ma Aurelio Anselmo ne fu il più importante erede artistico.Aurelio Anselmo Grue, Scena pastorale, 1740 ca., collezione privata.

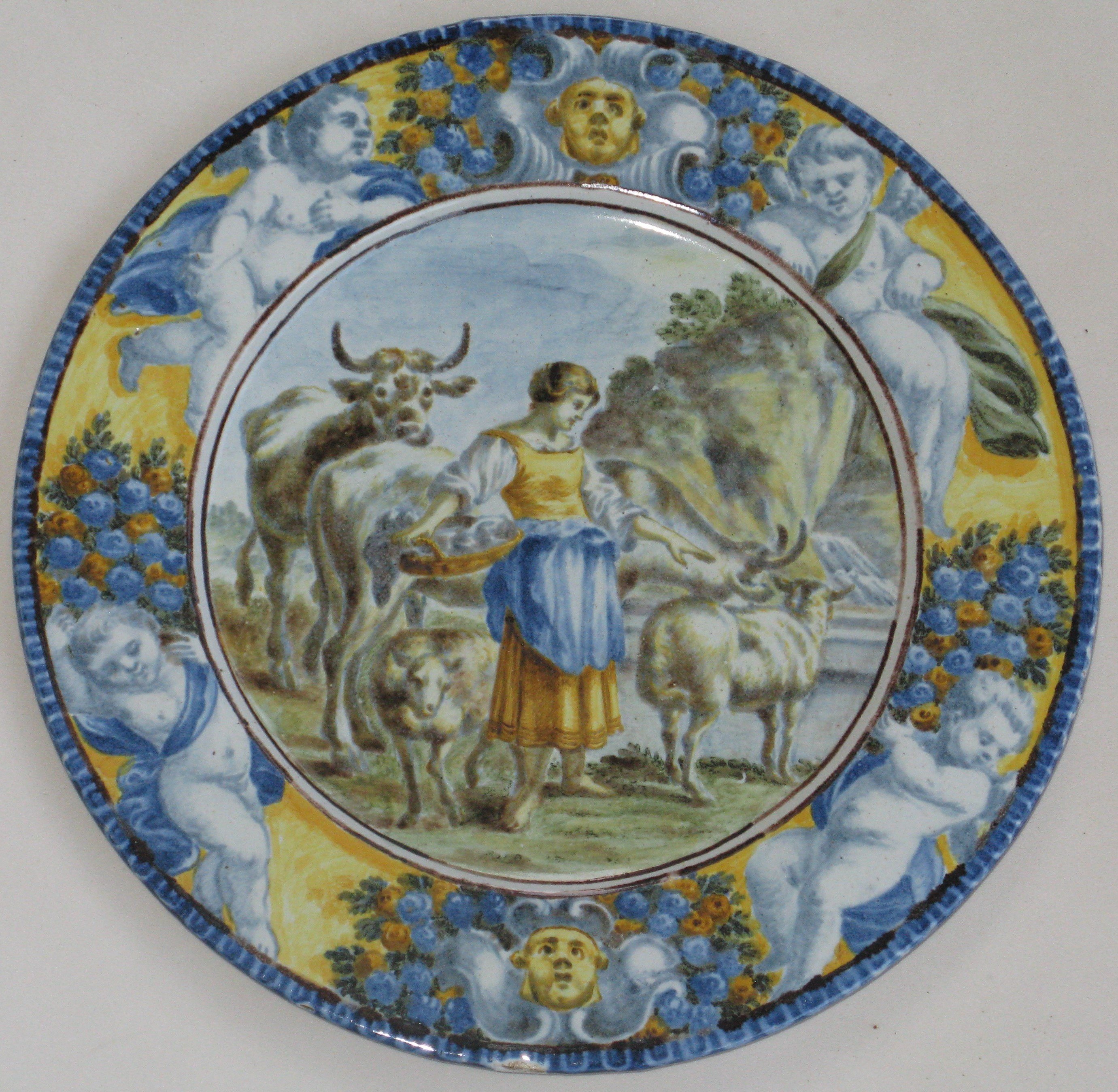
Aurelio Anselmo Grue, Scena pastorale, 1740 ca., collezione privata.

- Aurelio Anselmo Grue (1699-post1759), figlio di Carlo Antonio, di cui fu l'allievo fedele e il vero erede artistico[1], visse a Castelli fino al 1726 quando si trasferì ad Atri dove l'atelier Grue ebbe un ruolo centrale fra le manifatture cittadine per tutta la prima metà del Settecento. Ebbe come assiduo cliente la famiglia nobile degli Acquaviva e rinnovò la tradizione familiare declinando gli insegnamenti di Carlo Antonio alla luce del moderno gusto settecentesco.
- Francesco Antonio Saverio Grue (1686-1746), figlio di Carlo Antonio, è stato considerato per lungo tempo -  in virtù soprattutto dei molti pezzi firmati in circolazione - l'artista più importante della scuola castellana. Frequentò malvolentieri il seminario di Penne e di Ascoli Piceno dove imparò il latino. Lasciato il seminario studiò diritto a Napoli e a Roma. Nel 1706 si laureò in teologia e filosofia a Urbino. Dal 1713 al 1715 visse a Bussi dove fu governatore della cittadina. Tornò a Castelli nel 1716 e partecipò alla rivolta contro il marchese Mendoza. Dal 1717 svolse a Napoli la sua attività di maiolicaro. Sempre a Napoli si sposò nel 1730. Ebbe tre figli: Francesco Saverio (Castelli 1731); Vincenzo e Ippolita. Nel 1736 tornò definitivamente a Castelli dove visse fino alla morte.
- Anastasio Grue (1691-1742), figlio di Carlo Antonio: indirizzato dal padre alla vita ecclesiastica, rifiutò di prendere i voti e si dedicò alla pittura di paesaggio su maiolica. Visse a Castelli, indossando sempre la veste di chierico. Per una mattonella siglata "AG" è stata proposta recentemente l'attribuzione ad Anastasio, di cui costituirebbe, al momento, l'unico esemplare noto[2].
- Liborio Grue (1702-1776), figlio di Carlo Antonio, visse e operò ad Ancona, Atri, Castelli, Teramo. Espresse un particolare interesse per le scene storiche.
- Francesco Saverio Grue (1731-1806 circa), figlio di Francesco Antonio Saverio, fu l'ultimo ceramista della famiglia. Visse a Napoli e vi ottenne la cittadinanza da Re Carlo III di Borbone. Fu al servizio delle manifatture borboniche di porcellane (Real Fabbrica di maioliche a Caserta, Real Fabbrica Ferdinandea di Portici), fino a diventarne direttore.Maiolica di Castelli, Francesco Saverio di Giovanni Grue, piatto con figure e stemma, 1740-1755 circa[3]

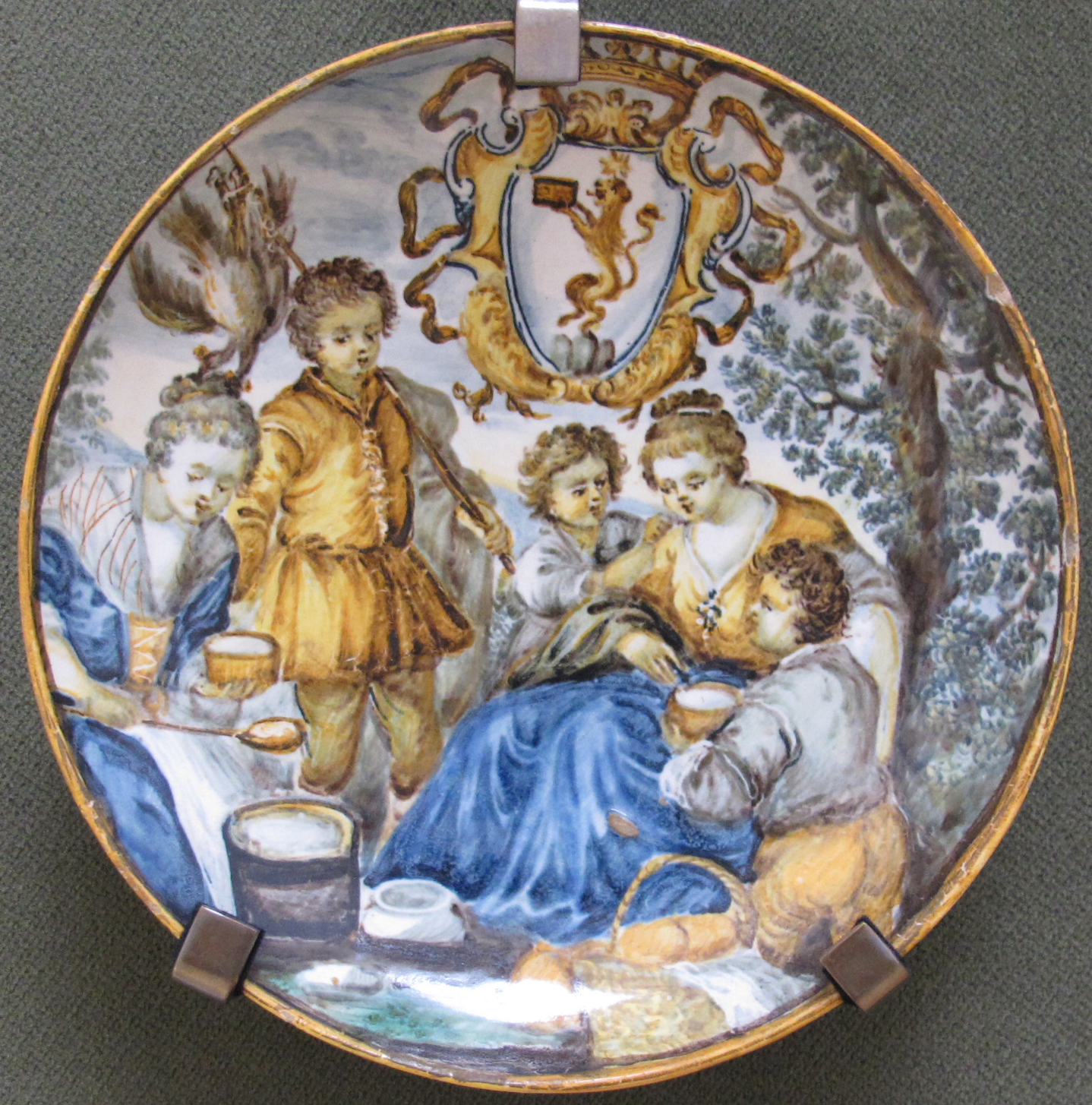
Maiolica di Castelli, Francesco Saverio di Giovanni Grue, piatto con figure e stemma, 1740-1755 circa

- Aurelio Grue (1870–1896) militare italiano, tenente del Regio Esercito, caduto durante la Battaglia di Adua.